# Thestor vansoni
Thestor vansoni är en fjärilsart som beskrevs av Terence Dale Pennington 1962. Thestor vansoni ingår i släktet Thestor och familjen juvelvingar. Inga underarter finns listade i Catalogue of Life.